# Yoma helisson
Yoma helisson är en fjärilsart som beskrevs av Hans Fruhstorfer 1912. Yoma helisson ingår i släktet Yoma och familjen praktfjärilar. Inga underarter finns listade i Catalogue of Life.